# Nowe Hollywood
Nowe Hollywood (New Hollywood) – nurt filmowy w amerykańskiej kinematografii z lat 1967–1980. Na powodzenie nurtu złożyło się wiele czynników: coraz większa emancypacja dyskryminowanych środowisk społeczeństwa amerykańskiego, reforma systemu hollywoodzkiego w latach 60. XX wieku, wreszcie rosnąca swoboda obyczajowa.
Za początek nurtu uznawane są takie filmy, jak krytykujący amerykańską klasę średnią Absolwent (1967) Mike’a Nicholsa, silnie inspirowany francuską Nową Falą Bonnie i Clyde (1967) Arthura Penna oraz zrealizowany w ramach produkcji niezależnej Swobodny jeździec (1969) Dennisa Hoppera; wszystkie trzy filmy zarówno okazały się osiągnięciami artystycznymi, jak i odniosły sukces komercyjny. W ogniu krytyki środowisk Nowego Hollywood znalazła się również wojna w Wietnamie (Restauracja Alicji, 1969, Penna; Taksówkarz, 1976 Martina Scorsese), a także miniona wojna koreańska (M.A.S.H., 1970, Roberta Altmana), a przesłanie emancypacyjne niosły również krytyczne wobec amerykańskiej prowincji horrory (Noc żywych trupów, 1968, George’a A. Romera; Teksańska masakra piłą mechaniczną, 1976, Tobe’a Hoopera), paranoiczne thrillery stanowiące echo afery Watergate (Rozmowa, 1974, Francisa Forda Coppoli; Wszyscy ludzie prezydenta, 1976, Alana J. Pakuli) oraz westerny (Mały Wielki Człowiek, 1969, Penna; McCabe i pani Miller, 1971, Altmana).
Od „starego” Hollywood nowy nurt odróżniał się daleko bardziej pesymistycznym przesłaniem. Rozmyciu ulegało rozróżnienie między dobrem a złem, czego dowodem stała się postać samozwańczego mściciela Travisa Bickle’a z filmu Taksówkarz (1976) Martina Scorsese czy też rodu Corleone z sagi gangsterskiej Ojciec chrzestny (1972) Coppoli. Kryzys nurtu, a zarazem również silnego autorstwa, spowodowały generujące olbrzymie koszty produkcje filmowe, takie jak Czas apokalipsy (1979) Coppoli oraz Wrota niebios (1980) Michaela Cimino.